# Scharlachspint
Der Scharlachspint  (Merops nubicoides) ist ein Vogel aus der Familie der Bienenfresser (Meropidae).
Die Art wurde früher als konspezifisch mit dem Karminspint (Merops nubicus) angesehen. Sie wird derzeit als monotypisch betrachtet.
Er kommt in Subsahara-Afrika vor: Südangola, Namibia im Caprivizipfel, von Südsambia bis Südmalawi und Mosambik. Er überwintert in Burundi bis Südafrika.

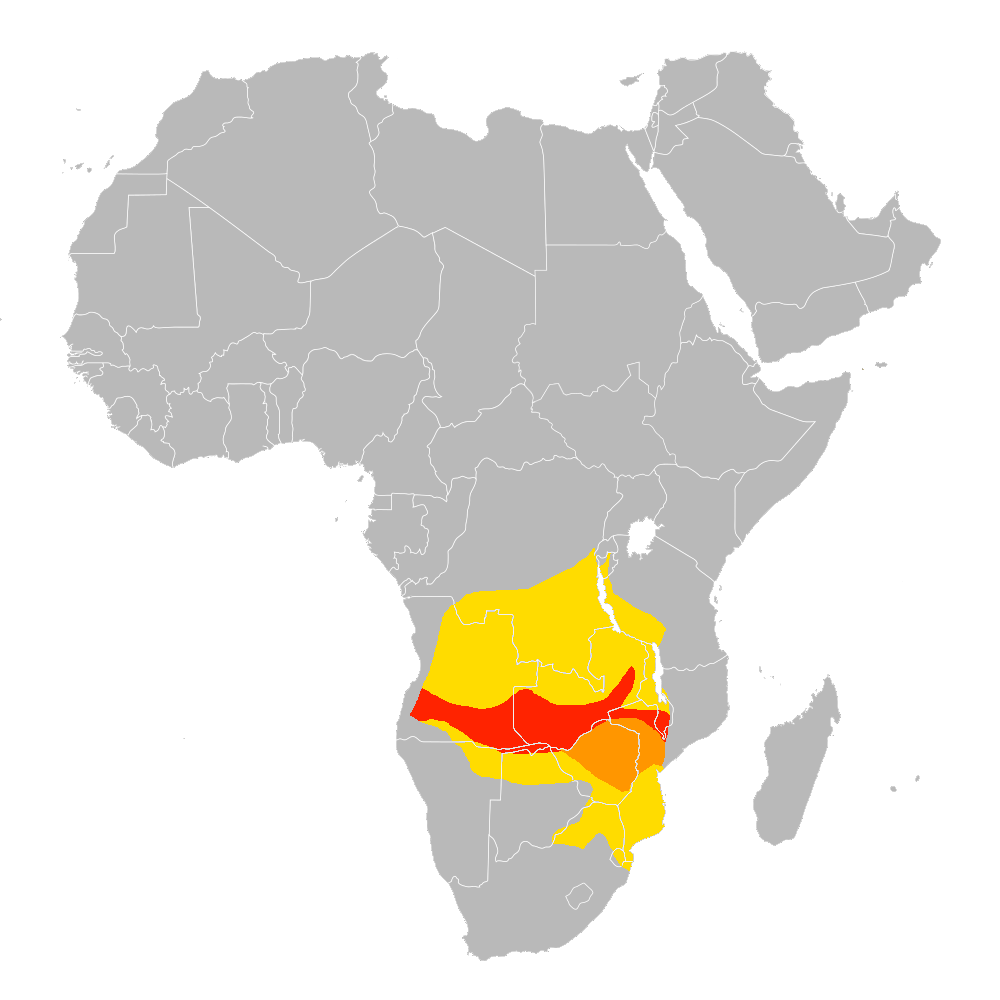
Ausbreitungsgebiet des Merops nubicoides

Das Verbreitungsgebiet umfasst offene baumbestandene Flächen und Savannen und reicht bis 1770 m in Sambia und bis 2200 m in Malawi.
Die Art ist ein intra-afrikanischer Zugvogel, erreicht das Brutgebiet zwischen August und September und verlässt es ab Dezember bis März/April wieder. Sie ist sehr gesellig.
Das Artepitheton kommt von altgriechisch -οιδης -oidēs, deutsch ‚ähnlich‘ dem Karminspint (Merops nubicus), letztere Bezeichnung bezieht sich auf die Nuba-Berge.

## Beschreibung
Der Scharlachspint ist mit 24–27 cm (zusätzlich bis 12 cm zentrale Schwanzfedern) der größte afrikanische Bienenfresser und wiegt zwischen 44 und 66 g. Charakteristisch ist die rosarote Gefiederfärbung. Beim Weibchen sind die Schwanzfedern etwas kürzer. Jungvögel sind blasser gefärbt und haben kürzere Schwanzfedern, manchmal auch einen roten Hauch an der Kehle.
Die Art unterscheidet sich vom Karminspint (Merops nubicus) weder im Ruf noch in Ernährung, Brutweise oder Zugverhalten, aber ist an Kinn, Kehle und Bartregion rosa und nicht schwärzlich-türkis, der Scheitel ist grünlicher, die Iris ist schwarz und nicht rot, die Schwanzunterseite ist grau bis dunkelgrau und nicht gelblich-grau, schließlich sind die mittleren Schwanzfedern deutlich länger.

## Stimme
Der Ruf des Männchens entspricht dem des Karminspintes.

## Lebensweise
Die Nahrung besteht aus einer Vielzahl von Insekten, bis zu 80 % aus Honigbienen.
Die Brutzeit liegt am Beginn der Regenzeit in den Niederungen, etwas früher in großen Höhen. Gebrütet wird in großen Kolonien dicht an dicht mit Hunderten von Nestern oder mehr bevorzugt in steilen Uferrändern aus frischem, vegetationsfreiem Sand, aber auch in sandigem Untergrund. Die Niströhren werden von beiden Geschlechtern gegraben. Das Gelege besteht aus 2–5 Eiern.

## Gefährdungssituation
Der Bestand gilt als nicht gefährdet (Least Concern).